# Ranchot88
Ranchot88 è un frammento parietale destro umano preistorico scoperto durante gli scavi condotti tra il 1978 e il 1990 nel rifugio Cabônes nel comune di Ranchot, nel dipartimento della Giura, in Francia.

## Descrizione
Nel sito di Abri des Cabônes tra il 1978 e il 1988 furono scoperte più di 5.000 selci e furono rinvenuti 802 utensili, caratterizzati da una forte presenza di lamelle con dorso e punte di diverso tipo (punte aziliane, punte dentellate, punte con dorso angolare). Oltre a resti faunistici, anche resti umani, riferibili ad almeno sei individui. Tra questi  il frammento parietale destro, denominato Ranchot88, da cui è stato estratto il DNA antico, messo a confronto con resti ossei umani di oltre 50 individui di epoca preistorica.
Lo studio genetico del 2016, confermato da un secondo studio del 2023, ha definito il cosiddetto cluster di Villabruna, cui appartiene anche Ranchot88, dove sono presenti i più antichi geni dell'aplogruppo R1b, quello maggiormente presente nei moderni europei. La scoperta attesta la presenza in Europa occidentale di popolazioni portatrici di questo insieme genetico, almeno già  da 14 000 anni dal presente, molto prima di quanto precedentementi ipotozzato, quando si riteneva che queste prime popolazioni fossero giunte in seguito a migrazioni avvenute durante l'età del Bronzo (circa 5 000-4 000 anni dal presente) provenienti dalle steppe dell'Europa orientale. Di fatto sono le più antiche testimonianze dell'insieme genetico predominante nei moderni europei.